# ドバイ・ファウンテン

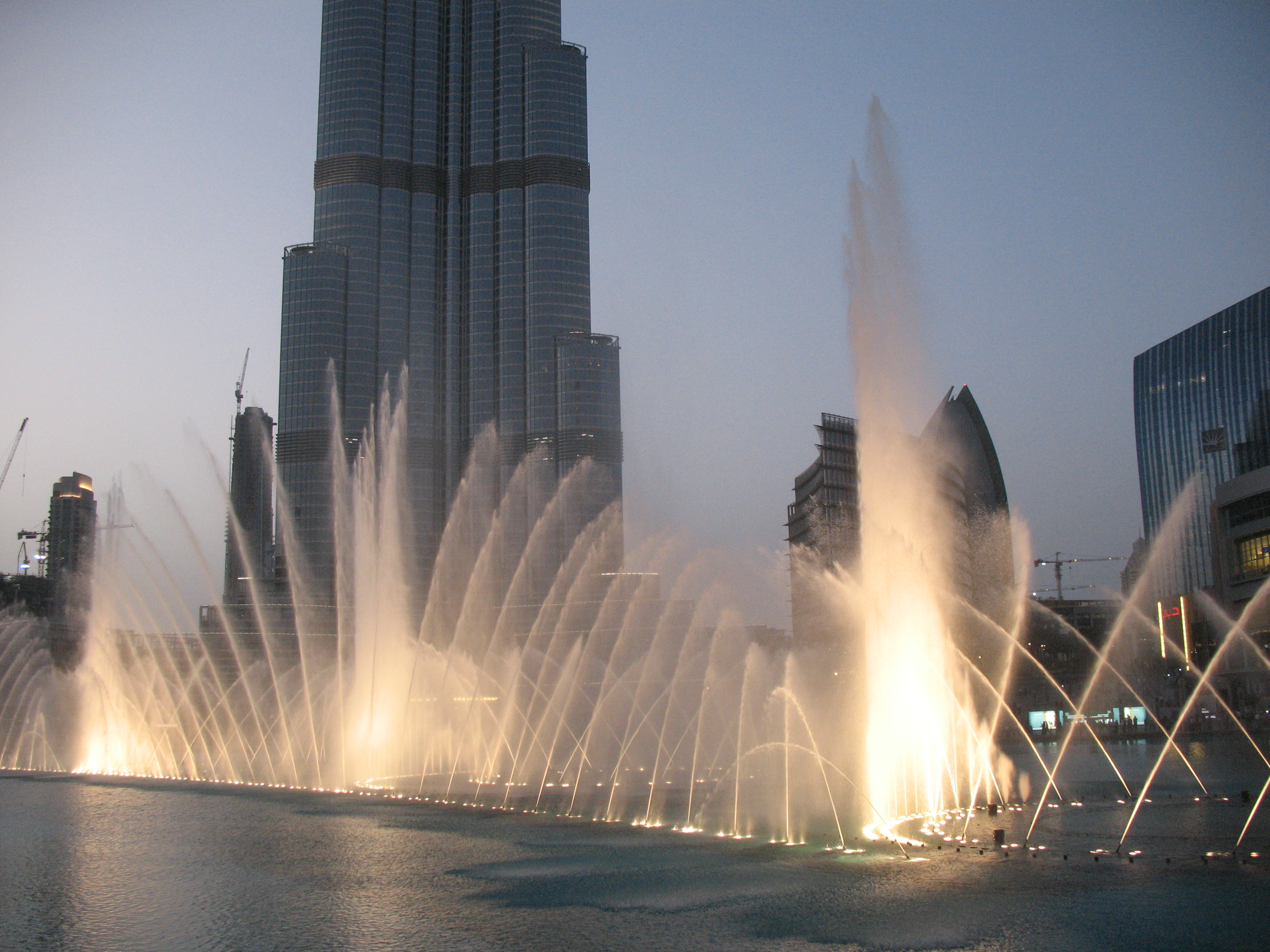
ドバイ・ファウンテン

ドバイ・ファウンテン（Dubai Fountain）は、アラブ首長国連邦・ドバイに2009年5月にオープンした世界最大の噴水。

## 概要
ブルジュ・ハリーファのあるドバイの超高層ビル街・ダウンタウン・ブルジュ・ハリファ地区に建設された。ドバイ・モールとアドレス・ダウンタウン・ドバイの間に位置する。
アメリカ・ラスベガスのホテル・ベラージオの噴水を全ての点で上回る。噴出す水は高さ150m(ブルジュ・ハリーファの高さの約5分の1)で世界有数、噴水の長さは275mに達し世界最大である。　障害物がなければ、320km先の砂漠からも噴水を見ることができる。

## メカニズム
噴水のデザインはラスベガスのベラージオやミラージュの噴水、東京ドームの噴水を手がけたアメリカ・ロサンゼルスのWET デザイン社（en:WET Design）。ウォルト・ディズニー・カンパニー出身のエンジニアたちが立ち上げた世界最大の噴水デザイン企業である。 22,000ガロンの水を噴き上げる。
ドバイ・モールとアドレス・ダウンタウン・ブルジュの間にドバイ・ファウンテン池が作られ、コンピューター制御の6,600個の電球と25色のプロジェクターが付設されている。噴水はコン・テ・パルティロなどいくつかのテーマ音楽に乗せて芸術的に演出される。1回の噴水の上演は5分間である。